# 鳴門市文化会館
鳴門市文化会館（なるとしぶんかかいかん）は、徳島県鳴門市撫養町南浜にある多目的ホールを中心とした文化施設。公共建築百選・日本におけるモダン・ムーブメントの建築選定。

## 沿革
- 1982年（昭和57年）05月15日 - 市制35周年の記念事業として鳴門市文化会館を建築。京都大学の増田友也研究室が設計した。増田友也の遺作。同日開かれた落成記念演奏会ではベートーヴェンの交響曲「第九」が演奏された[1]。鳴門市は「第九」の日本初演の地とされており[2]、以降、鳴門市文化会館は「第九の殿堂」として知られるようになる。毎年6月に開かれる第九演奏会には全国から合唱団が集まる。
- 1998年（平成10年）09月25日 - 公共建築百選に選定される。
- これまでにGLAY・タッキー&翼・サザンオールスターズ・いきものがかり・山下達郎・ゴスペラーズ・関ジャニ∞等といったアーティストのコンサートが催された。
- 2015年（平成27年）4月 - よしもとクリエイティブ・エージェンシーが指定管理会社となり、吉本新喜劇の公演などが催されるようになった。
- 2018年 - モダニズム建築の記録・保存を行う国際学術組織ＤＯＣＯＭＯＭＯ日本支部 により、「日本におけるモダン・ムーブメントの建築」に隣接する旧勤労青少年ホーム、旧老人福祉センター（いずれも増田友也による設計）とともに選定される。[3]
- 2019年
  - 5月 - 耐震性不足を受け、鳴門市は今後の在り方を検討する庁内組織を発足させ、非公開での議論を開始した[4]。
  - 12月 - 鳴門市は市議会で、耐震改修して存続させる方針を示した。2021年4月から休館して調査に入る。意匠を損なわずに耐震化できるかが注目されている[5]。徳島新聞は9日の社説で免震レトロフィット工法による耐震化を提案していた[6]。
- 2023年12月 - 鳴門市が「鳴門市文化会館耐震改修工事基本設計の概要(案)」を公表[7]。
- 2024年10月30日 - 鳴門市が耐震改修工事に関する公募型プロポーザルを実施。「大林組・井上建設・亀井組特定建設工事共同企業体」を最優秀提案者に決定。2027年6月の開館を目指す[8][9]。

## 施設
- ホール
- 展示・会議室
- 特別会議室
- リハーサル室 (A)
- リハーサル室 (B)
- リハーサル室 (C)

## 交通
- JR鳴門駅より徒歩15分。
- 徳島バスより鳴門本線「鳴門市役所前」または「市役所北」バス停より徒歩約10分。
- 鳴門市勤労青少年ホーム隣り。

## 関連人物
- 増田友也 - 設計者（1914-1981年）。元京都大学工学部教授。建築について哲学的思索を深めたことでも知られる。鳴門市に19の公共建築を残した。鳴門市文化会館は遺作。
- 吉田武司 - 館長。吉本興業元社員で、吉本新喜劇元チーフ。福岡吉本の初代所長。
- ずばり!タコ介 - 鳴門市文化会館専属芸人。吉本興業所属。